# Połuknia
Połuknia (lit. Paluknys) − wieś na Litwie, w rejonie trockim, 15 km na południe od Trok, zamieszkana przez 742 ludzi. Przed II wojną światową w Polsce, w powiecie wileńsko-trockim województwa wileńskiego.